# Teshima Shirō
Teshima Shirō (jap. 手島 志郎; * 26. Februar 1907 in der Präfektur Hiroshima; † 6. November 1982) war ein japanischer Fußballspieler.

## Nationalmannschaft
1930 debütierte Teshima für die japanische Fußballnationalmannschaft. Teshima bestritt zwei Länderspiele und erzielte dabei zwei Tore. Mit der japanischen Nationalmannschaft qualifizierte er sich für die Far Eastern Championship Games 1930.